# Championnats d'Afrique de tir à l'arc 2022
 (novembre 2022).
Navigation
Édition précédente Édition suivante
Les championnats d'Afrique de tir à l'arc 2022, 12e édition des championnats d'Afrique de tir à l'arc, ont lieu du 5 au 9 novembre 2022 à Pretoria, en Afrique du Sud.
66 archers provenant de 16 pays participent à la compétition.

## Médaillés

### Classique
| Épreuves          | Or                                                                        | Argent                                           | Bronze                                                                |
| ----------------- | ------------------------------------------------------------------------- | ------------------------------------------------ | --------------------------------------------------------------------- |
| Individuel hommes | Wian Roux Afrique du Sud                                                  | Franck Eyeni Côte d'Ivoire                       | Mohamed Hammed Tunisie                                                |
| Individuel femmes | Ekpobi Anne-Marie Eléonord Yedagne Côte d'Ivoire                          | Kuki Anwar Kenya                                 | Yasmine Bellal Algérie                                                |
| Par équipe hommes | Afrique du Sud Brandon Gibbon Graeme Lindner Wian Roux                    | Égypte Aly Abdelbarr Bahaaeldin Aly Ahmed Hegab  | Algérie Imadeddine Bakri Abdelmajid Hocine Ayoub Rahlaoui             |
| Par équipe femmes | Côte d'Ivoire Esmei Diombo Fatou Gbane Ekpobi Anne-Marie Eléonord Yedagne | Kenya Kuki Anwar Diram Elema Agnes Kirigo Kinyua | Afrique du Sud Hildegarde Boshoff Monica De Jager Catharina Whitehead |
| Par équipe mixte  | Algérie Yasmine Bellal Imadeddine Bakri                                   | Côte d'Ivoire Esmei Diombo Franck Eyeni          | Tunisie Zeineb Hazel Mohamed Hammed                                   |

### À poulie
| Épreuves          | Or                                                                        | Argent                                                                                           | Bronze                       |
| ----------------- | ------------------------------------------------------------------------- | ------------------------------------------------------------------------------------------------ | ---------------------------- |
| Individuel hommes | Christian Beyers De Klerk Afrique du Sud                                  | Richard Anderson Afrique du Sud                                                                  | Ahmed Fakhry Égypte          |
| Individuel femmes | Jeanine Van Kradenburg Afrique du Sud                                     | Marie-Louise Vermeulen Afrique du Sud                                                            | Rozan Gilbert Afrique du Sud |
| Par équipe hommes | Afrique du Sud Richard Anderson Beyers De Klerk Christian Beyers De Klerk | Nigeria Olatayo Olawale Olashehinde Damilola Bartholomew Sholademi Tolulope Oluwarotimi Williams | Non attribuée                |
| Par équipe mixte  | Afrique du Sud Jeanine Van Kradenburg Christian Beyers De Klerk           | Nigeria Kachollom Larai Enyenihi Damilola Bartholomew Sholademi                                  | Non attribuée                |

### Arc nu (barebow)
| Épreuves          | Or                          | Argent                   | Bronze                          |
| ----------------- | --------------------------- | ------------------------ | ------------------------------- |
| Individuel hommes | Brummer Henk Afrique du Sud | Ahmed Galal Eldin Soudan | Mark Van Heerden Afrique du Sud |

### Tir à l'arc handisport
| Épreuves              | Or                                    | Argent        | Bronze        |
| --------------------- | ------------------------------------- | ------------- | ------------- |
| Open classique hommes | Adrian Miller Afrique du Sud          | Non attribuée | Non attribuée |
| Open à poulies hommes | Philip Coates-Palgrave Afrique du Sud | Non attribuée | Non attribuée |
| Open à poulies femmes | Katelynn Venter Namibie               | Non attribuée | Non attribuée |
| W1 hommes             | Shaun Anderson Afrique du Sud         | Non attribuée | Non attribuée |